# Itono (hijo de Beoto)
En la mitología griega, Itono es el nombre del hijo de Beoto (el hijo de Poseidón y Arne, la otra filiación de Beoto). Fue el padre de Electrión, Hipálcimo, Arquílico y Alegenor; a su vez, los hijos de estos, nietos de Itono, serán, respectivamente, Leito, Penéleo, Protoenor y Arcesilao, y Clonio, los líderes de los beocios en la Guerra de Troya, que son los primeros en ser citados en el célebre Catálogo de naves de la Iliada.